# Симонсен, Аллан (футболист)
Аллан Роденкам Симонсен (дат. Allan Rodenkam Simonsen; род. 15 декабря 1952[…], Вайле) — датский футболист, нападающий. Обладатель «Золотого мяча» 1977 года и «Бронзового мяча» 1983 года.
Забивал мячи в финалах всех трёх еврокубковых турниров. Единственный датский футболист, выигравший приз лучшему игроку Европы — «Золотой мяч». Первый футболист, принятый в зал славы датского спорта (1995). Также является членом зала славы датского футбола (2008).

## Клубная карьера

### Ранние годы
Симонсен начал играть в футбол в клубе «Вайле», дебютировав 24 марта 1971 года в домашнем матче, победив со счётом 3:1 «Карлскуга». Он выиграл чемпионат Дании в 1971 и 1972 году, а также Кубок Дании 1972 года. После впечатляющих трёх голов в шести матчах на летних Олимпийских играх 1972 года Симонсен переехал в Германию, чтобы играть за «Боруссию» (Мёнхенгладбах).

### «Боруссия» (Мёнхенгладбах)

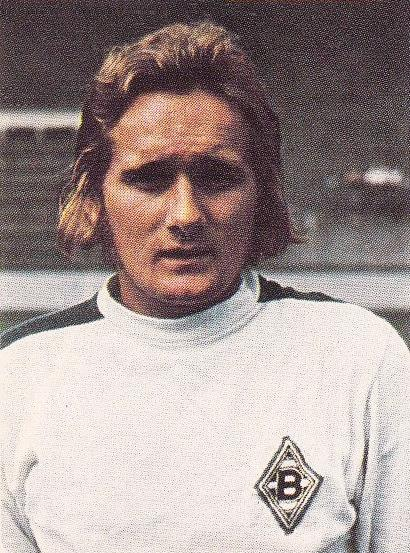
Симонсен в 1976 году

В свои первые два сезона в «Боруссии» Симонсен сыграл только в 17 играх и забил два мяча. Тем не менее, он был частью команды, которая выиграла кубок Германии в сезоне 1972/73. Он ворвался в стартовый состав в сезоне 1974/75, сыграл все 34 игры и забил 18 мячей, в том сезоне Мёнхенгладбах выиграл чемпионат Германии. Симонсен также забил 10 мячей в 12 играх в Кубке УЕФА 1974/75, в том числе два мяча в финальном матче против «Твенте». В следующем сезоне Симонсен забил 16 мячей, и помог Мёнхенгладбаху выиграть бундеслигу во втором сезоне подряд, также он забил четыре мяча в шести матчах Кубка европейских чемпионов 1975/76, прежде чем Менхенгладбах не проиграл в четвертьфинале мадридскому «Реалу» в соответствии с правилами выездного гола.
1977 стал самым успешным годом в карьере Симонсена. В финале Кубка европейских чемпионов 1976/77 против английского «Ливерпуля» Симонсен забил фантастически мощным дальним ударом, тем самым сравняв счёт матча, но этого оказалось недостаточно и команда проиграла 3:1. Впоследствии издание «France Football» назвало его лучшим футболистом Европы и вручило ему «Золотой мяч», первый в истории датского футбола. Гонка за награду была жёсткой, в голосовании Симонсен опередил Кевина Кигана всего на три балла, а Мишеля Платини на четыре. Победа была примечательной, поскольку Дания в 1970-х годах не была среди лучших футбольных стран.
В следующие два сезона в Бундеслиге Симонсен продолжил играть на высоком уровне. Он выиграл ещё один международный трофей в 1979 году, когда он забил восемь мячей в восьми играх Кубка УЕФА. Именно его гол, забитый с пенальти, решил исход двухматчевого финала против «Црвены Звезды». После этого к Симонсену начала проявлять интерес испанская «Барселона», но Мёнхенгладбах отказался отпустить его. Вместо этого Симонсен ждал, пока его контракт истечёт, и в 1979 году он перешёл в «Барселону» свободным агентом, отклонив предложения от «Гамбурга», «Ювентуса» и нескольких арабских клубов.

### «Барселона»
Симонсен провёл три успешных сезона с «Барселоной». В своём первом сезоне за новый клуб он стал лучшим бомбардиром команды с 10 мячами в 32 играх. В следующем сезоне 1980/81 Барселоне удалось победить в Кубке Испании, но в чемпионате команда заняла всего лишь пятое место. В сезоне 1981/82 Симонсен стал вторым бомбардиром в составе команды, которая стала серебряным призёром Ла Лиги. Он также помог Барселоне выйти в финал Кубка Кубков 1981/82, где в противостоянии с бельгийским «Стандардом» удалось добыть победу 2-1, в которой Симонсен забил решающий гол. Одноклубники очень лестно отзывались о нём, Кини сказал как-то раз: 
Теперь, я думаю, всем понятно, почему Симонсен завоевал свой «Золотой мяч» - редко встретишь такого феноменального игрока

### «Чарльтон Атлетик»

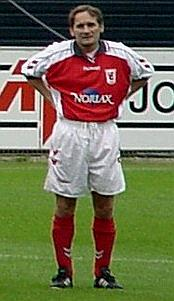
Симонсен в форме «Вайле» в 2000 году

Когда в 1982 году «Барселона» подписала Диего Марадону, ограничения на легионеров в испанской лиге означали, что Симонсен должен был конкурировать с Марадоной и Берндом Шустером за место в стартовом составе, где могли одновременно выступать только 2 иностранных игрока. Симонсен воспринял это как личное оскорбление и попросил руководство «Барселоны», чтобы его контракт был аннулирован. В октябре 1982 года он перешёл в «Чарльтон Атлетик», который, к тому моменту, выступал во Втором дивизионе Футбольной лиги Англии за 300 000 фунтов стерлингов. При этом Симонсен отклонил предложения от «Реала» и «Тоттенхэм Хотспур», чтобы играть за клуб, где на игроков оказывается меньшее давление. Несмотря на то, что в девяти матчах он забил 9 голов, через три месяца у клуба возникли проблемы с финансированием и заработной платой, и Симонсен был выставлен на продажу. В 1983 году, решил вернуться в свой родной клуб «Вайле».

### «Вайле»
Пропустил вторую половину сезона 1984 года из-за травмы, которую получил на Чемпионате Европы 1984 года, но клубу удалось выиграть чемпионат и без него. Вернулся в число лучших бомбардиров чемпионата Дании, но достичь прежней формы не смог. Симонсен ушёл из футбола в 1989 году в возрасте 37 лет. Сыграл в общей сложности 282 матча и забил 104 гола, включая 208 игр и 89 голов в лиге, в составе «Вайле».

## Тренерская карьера
С 1994 по 2001 год Симонсен руководил сборной Фарерских островов, а с 2001 по 2004 года — сборной Люксембурга. О его работе в фарерской сборной в шутку говорили как о «самом высокооплачиваемом хобби в мире».

## Статистика

### Выступления за клубы
| Выступление      | Выступление      | Выступление      | Лига | Лига | Кубок страны | Кубок страны | Еврокубки | Еврокубки | Другие | Другие | Итого | Итого |
| Клуб             | Лига             | Сезон            | Игры | Голы | Игры         | Голы         | Игры      | Голы      | Игры   | Голы   | Игры  | Голы  |
| ---------------- | ---------------- | ---------------- | ---- | ---- | ------------ | ------------ | --------- | --------- | ------ | ------ | ----- | ----- |
| Боруссия         | Бундеслига       | 1972/73          | 8    | 0    | 0            | 0            | 2         | 0         | —      | —      | 10    | 0     |
| Боруссия         | Бундеслига       | 1973/74          | 9    | 2    | 0            | 0            | —         | —         | —      | —      | 9     | 2     |
| Боруссия         | Бундеслига       | 1974/75          | 34   | 18   | 0            | 0            | 12        | 10        | —      | —      | 46    | 28    |
| Боруссия         | Бундеслига       | 1975/76          | 34   | 16   | 0            | 0            | 6         | 4         | —      | —      | 40    | 20    |
| Боруссия         | Бундеслига       | 1976/77          | 34   | 12   | 0            | 0            | 9         | 2         | —      | —      | 43    | 14    |
| Боруссия         | Бундеслига       | 1977/78          | 31   | 17   | 0            | 0            | 6         | 5         | 1      | 0      | 38    | 22    |
| Боруссия         | Бундеслига       | 1978/79          | 28   | 11   | 0            | 0            | 10        | 9         | —      | —      | 38    | 20    |
| Боруссия         | Итого            | Итого            | 178  | 76   | 0            | 0            | 45        | 30        | 1      | 0      | 224   | 106   |
| Барселона        | Примера          | 1979/80          | 32   | 10   | 2            | 0            | 5         | 4         | 2      | 0      | 41    | 14    |
| Барселона        | Примера          | 1980/81          | 33   | 10   | 9            | 2            | 2         | 0         | —      | —      | 44    | 12    |
| Барселона        | Примера          | 1981/82          | 33   | 11   | 2            | 0            | 9         | 5         | —      | —      | 44    | 16    |
| Барселона        | Итого            | Итого            | 98   | 31   | 13           | 2            | 16        | 9         | 2      | 0      | 129   | 42    |
| Всего за карьеру | Всего за карьеру | Всего за карьеру | 276  | 107  | 13           | 2            | 61        | 39        | 3      | 0      | 353   | 148   |

### Матчи Симонсена за сборную Дании
| Матчи Симонсена за сборную Дании | Матчи Симонсена за сборную Дании | Матчи Симонсена за сборную Дании | Матчи Симонсена за сборную Дании | Матчи Симонсена за сборную Дании | Матчи Симонсена за сборную Дании    |
| -------------------------------- | -------------------------------- | -------------------------------- | -------------------------------- | -------------------------------- | ----------------------------------- |
| №                                | Дата                             | Соперник                         | Счёт                             | Голы Симонсена                   | Соревнование                        |
| 1                                | 3 июля 1972                      | Исландия                         | 5:2                              | 2                                | Товарищеский матч                   |
| 2                                | 16 августа 1972                  | Мексика                          | 3:0                              | —                                | Товарищеский матч                   |
| 3                                | 27 августа 1972                  | Бразилия                         | 3:2                              | 2                                | Олимпийские игры 1972               |
| 4                                | 29 августа 1972                  | Иран                             | 4:0                              | 1                                | Олимпийские игры 1972               |
| 5                                | 31 августа 1972                  | Венгрия                          | 0:2                              | —                                | Олимпийские игры 1972               |
| 6                                | 3 сентября 1972                  | Польша                           | 1:1                              | —                                | Олимпийские игры 1972               |
| 7                                | 5 сентября 1972                  | Марокко                          | 3:1                              | —                                | Олимпийские игры 1972               |
| 8                                | 8 сентября 1972                  | СССР                             | 0:4                              | —                                | Олимпийские игры 1972               |
| 9                                | 4 октября 1972                   | Швейцария                        | 1:1                              | —                                | Товарищеский матч                   |
| 10                               | 3 сентября 1974                  | Индонезия                        | 9:0                              | 1                                | Товарищеский матч                   |
| 11                               | 25 сентября 1974                 | Испания                          | 1:2                              | —                                | Чемпионат Европы 1976 (отбор)       |
| 12                               | 3 сентября 1975                  | Шотландия                        | 0:1                              | —                                | Чемпионат Европы 1976 (отбор)       |
| 13                               | 23 мая 1976                      | Кипр                             | 5:1                              | 1                                | Чемпионат мира 1978 (отбор)         |
| 14                               | 17 ноября 1976                   | Португалия                       | 0:1                              | —                                | Чемпионат мира 1978 (отбор)         |
| 15                               | 1 мая 1977                       | Польша                           | 1:2                              | 1                                | Чемпионат мира 1978 (отбор)         |
| 16                               | 15 июня 1977                     | Швеция                           | 2:1                              | 1                                | Чемпионат Северной Европы 1972—1977 |
| 17                               | 20 сентября 1978                 | Англия                           | 3:4                              | 1                                | Чемпионат Европы 1980 (отбор)       |
| 18                               | 2 мая 1979                       | Ирландия                         | 0:2                              | —                                | Чемпионат Европы 1980 (отбор)       |
| 19                               | 6 июня 1979                      | Северная Ирландия                | 4:0                              | 1                                | Чемпионат Европы 1980 (отбор)       |
| 20                               | 12 сентября 1979                 | Англия                           | 0:1                              | —                                | Чемпионат Европы 1980 (отбор)       |
| 21                               | 31 октября 1979                  | Болгария                         | 0:3                              | —                                | Чемпионат Европы 1980 (отбор)       |
| 22                               | 7 мая 1980                       | Швеция                           | 1:0                              | —                                | Чемпионат Северной Европы 1978—1980 |
| 23                               | 21 мая 1980                      | Испания                          | 2:2                              | 1                                | Товарищеский матч                   |
| 24                               | 4 июня 1980                      | Норвегия                         | 3:1                              | —                                | Чемпионат Северной Европы 1978—1980 |
| 25                               | 15 октября 1980                  | Греция                           | 0:1                              | —                                | Чемпионат мира 1982 (отбор)         |
| 26                               | 19 ноября 1980                   | Люксембург                       | 4:0                              | 1                                | Чемпионат мира 1982 (отбор)         |
| 27                               | 15 апреля 1981                   | Румыния                          | 2:1                              | 1                                | Товарищеский матч                   |
| 28                               | 1 мая 1981                       | Люксембург                       | 2:1                              | —                                | Чемпионат мира 1982 (отбор)         |
| 29                               | 3 июня 1981                      | Италия                           | 3:1                              | —                                | Чемпионат мира 1982 (отбор)         |
| 30                               | 26 августа 1981                  | Исландия                         | 3:0                              | 2                                | Товарищеский матч                   |
| 31                               | 9 сентября 1981                  | Югославия                        | 1:2                              | —                                | Чемпионат мира 1982 (отбор)         |
| 32                               | 23 сентября 1981                 | Норвегия                         | 2:1                              | —                                | Чемпионат Северной Европы 1981—1983 |
| 33                               | 14 октября 1981                  | Греция                           | 3:2                              | —                                | Чемпионат мира 1982 (отбор)         |
| 34                               | 11 августа 1982                  | Финляндия                        | 3:2                              | —                                | Чемпионат Северной Европы 1981—1983 |
| 35                               | 27 апреля 1983                   | Греция                           | 1:0                              | —                                | Чемпионат Европы 1984 (отбор)       |
| 36                               | 1 июня 1983                      | Венгрия                          | 3:1                              | 1                                | Чемпионат Европы 1984 (отбор)       |
| 37                               | 7 сентября 1983                  | Франция                          | 3:1                              | —                                | Товарищеский матч                   |
| 38                               | 21 сентября 1983                 | Англия                           | 1:0                              | 1                                | Чемпионат Европы 1984 (отбор)       |
| 39                               | 12 октября 1983                  | Люксембург                       | 6:0                              | 1                                | Чемпионат Европы 1984 (отбор)       |
| 40                               | 26 октября 1983                  | Венгрия                          | 0:1                              | —                                | Чемпионат Европы 1984 (отбор)       |
| 41                               | 16 ноября 1983                   | Греция                           | 2:0                              | 1                                | Чемпионат Европы 1984 (отбор)       |
| 42                               | 14 марта 1984                    | Нидерланды                       | 0:6                              | —                                | Товарищеский матч                   |
| 43                               | 11 апреля 1984                   | Испания                          | 1:2                              | —                                | Товарищеский матч                   |
| 44                               | 16 мая 1984                      | Чехословакия                     | 0:1                              | —                                | Товарищеский матч                   |
| 45                               | 6 июня 1984                      | Швеция                           | 1:0                              | —                                | Товарищеский матч                   |
| 46                               | 8 июня 1984                      | Болгария                         | 1:1                              | —                                | Товарищеский матч                   |
| 47                               | 12 июня 1984                     | Франция                          | 0:1                              | —                                | Чемпионат Европы 1984               |
| 48                               | 27 января 1985                   | Гондурас                         | 0:1                              | —                                | Товарищеский матч                   |
| 49                               | 8 мая 1985                       | ГДР                              | 4:1                              | —                                | Товарищеский матч                   |
| 50                               | 11 сентября 1985                 | Швеция                           | 0:3                              | —                                | Товарищеский матч                   |
| 51                               | 9 октября 1985                   | Швейцария                        | 0:0                              | —                                | Чемпионат мира 1986 (отбор)         |
| 52                               | 26 марта 1986                    | Северная Ирландия                | 1:1                              | —                                | Товарищеский матч                   |
| 53                               | 9 апреля 1986                    | Болгария                         | 0:3                              | —                                | Товарищеский матч                   |
| 54                               | 13 июня 1986                     | ФРГ                              | 2:0                              | —                                | Чемпионат мира 1986                 |
| 55                               | 24 сентября 1986                 | ФРГ                              | 0:2                              | —                                | Товарищеский матч                   |

Итого: 55 матчей / 20 голов; 28 побед, 6 ничьих, 21 поражение.

## Достижения

### Командные
«Вайле»
- Чемпион Дании (3): 1971, 1972, 1984
- Обладатель Кубка Дании: 1972

«Боруссия» (Мёнхенгладбах)
- Чемпион Германии (3): 1975, 1976, 1977
- Обладатель Суперкубка Германии: 1977
- Обладатель Кубка УЕФА (2): 1975, 1979
- Финалист Кубка Европейских Чемпионов: 1977

«Барселона»
- Обладатель Кубка Испании: 1981
- Обладатель Кубка Кубков: 1982

Сборная Дании
- Бронзовый призёр чемпионата Европы: 1984

### Личные
- Обладатель «Золотого мяча» (France Football): 1977
- Обладатель «Бронзового мяча» по версии France football: 1983
- Третий игрок Европы по версии французского журнала Onze Mondial (2): 1977, 1979
- Лучший бомбардир Кубка европейских чемпионов: 1977/78
- Лучший бомбардир Кубка УЕФА: 1978/79
- Входит в состав символической сборной чемпионата Германии по версии Kicker (3): 1974/75, 1975/76, 1976/77
- Введён в Зал славы датского футбола
- Единственный футболист, забивавший в финалах трёх крупнейших клубных турниров Европы: Кубка чемпионов, Кубка УЕФА и Кубка Кубков